# Pál Utcai Fiúk
Pál Utcai Fiúk (węg. Chłopcy z Placu Pawła – oryginalny tytuł powieści Chłopcy z Placu Broni), znani też skrótowo jako PUF – węgierski zespół grający rock alternatywny założony w 1983 roku w mieście Szigetszentmiklós, grający nieprzerwanie do dziś.

## Historia
Zespół został założony w 1983 roku i początkowo grał w garażu w Szigetszentmiklós. Pierwotny skład stanowili: Gábor Leskovics (wokal, gitara), Csaba Vereckei (wokal), György Plausin (gitara), Tibor Zelenak (perkusja) i György Turjánszki (gitara basowa). Wkrótce później do grupy dołączyły Erika Rács i Anikó Potondi, a także gitarzysta Tamás Bárány, z kolei zespół opuścili Vereckei i Plausin. W 1985 roku zespół rozpoczął udzielanie koncertów. Wówczas to formacja podczas każdej imprezy przybierała inne nazwy, takie jak: „Csak Ma”, „Szabadidő Központ” czy WKPT, przed ostatecznym wybraniem „Pál Utcai Fiúk”. W 1985 ukazała się pierwsza kaseta demo, a w 1987 druga. Kasety były rozprowadzane w kraju i zespół zyskał popularność. W efekcie rosła liczba zaproszeń grupy na koncerty w całych Węgrzech. W tym okresie do zespołu dołączyli saksofonista Tamás Eőry, klawiszowiec Éva Majoros i gitarzysta Ernő Papp. W 1990 roku popisano kontrakt z wydawnictwem Proton na nagranie albumu. W efekcie ukazał się Ha jön az álom…. W tym samym roku Majoros została zastąpiona przez Szabolcsa Bördéna. Następnie nakładem EMI Quint ukazały się trzy albumy: A bál (1991), A nagy rohanás (1992) i Szerelemharc (1993). W międzyczasie, w 1992 roku, nowym saksofonistą został Béla Gyenes. Za album Szerelemharc grupa otrzymała Złotą Żyrafę MAHASZ. Pál Utcai Fiúk zrezygnował ze statusu zespołu-gwiazdy, udzielając koncertów przeważnie w klubach, jednakże w 1995 roku muzycy wzięli udział w trasie koncertowej razem z grupami Tankcsapda i Kispál és a Borz. W latach 1995–1999 nastąpiły liczne zmiany w składzie. W 2000 roku zespół wrócił do studia i rozpoczął pracę nad nowym materiałem, którego efektem był wydany rok później album Ha jön az élet…. W 2003 roku zespół udzielił koncertu na dwudziestolecie istnienia, który rok później został wydany jako Közönséges. Ponadto w 2004 roku ukazała się książka, w której zamieszczono wywiady z członkami grupy. W 2005 roku ukazała się płyta Demo 1985–1989, będąca kolekcją dem. Pod koniec 2007 roku rozpoczęto przygotowania do nagrania kolejnego albumu. W 2008 roku nowym członkiem grupy został László Varga z zespołu Hiperkarma. W lutym rozpoczęto prace studyjne, a ich efektem był album Legelő, który później był nominowany do nagrody Fonogram. 10 października 2008 roku zespół udzielił w Petőfi Csarnok koncertu z okazji 25-lecia działalności.

## Członkowie zespołu

### Obecnie
- Gábor Leskovics – gitara, wokal
- Anikó Potondi – wokal
- László Varga – gitara basowa (Od 2008)
- Balázs Molnár – gitara (Od 1997)
- Zoltán Farkas – perkusja (Od 1998)

### Dawniej
- Csaba Vereckei – wokal (1983–1984)
- Tamás Eöry – saksofon (1985–1992)
- Tamás Bárány – gitara (1984–1989)
- Éva Majoros – instrumenty klawiszowe (1985–1990)
- Szabolcs Bördén – instrumenty klawiszowe (1990–1995)
- Béla Gyenes – saksofon (1992–1993)
- Ernő Papp – gitara (1987–1995)
- Tibor Zelenák – perkusja (1983–1995)
- Henrik Tóth – gitara (1995–1997)
- Dióssy Dezső Ákos – instrumenty klawiszowe (1995–1998)
- Ferenc Pfeiler – perkusja (1995–1999)
- György Turjánszki – gitara basowa (1983–2008)

## Dyskografia

### Albumy studyjne
- Ha jön az álom… (1990)
- A bál (1991)
- A nagy rohanás (1992)
- Szerelemharc (1993)
- Ha jön az élet… (2000)
- Legelő (2008)
- Igazán ez minden (2019)

### Albumy koncertowe
- Szajhák és partizánok (1994)
- Közönséges (2004)

### Kompilacje
- Best of Pál Utcai Fiúk (1997)
- Demo 1985–1989 (2005)